# Stare Sioło (obwód lwowski)
Stare Sioło (ukr. Старе Село, Stare Seło) – wieś na Ukrainie, w obwodzie lwowskim, w rejonie lwowskim (wcześniej w rejonie pustomyckim). W 2001 roku liczyła 2119 mieszkańców.
Znajdują się tu stacja kolejowa Stare Sioło oraz przystanek kolejowy 22 km, położone na linii Lwów – Czerniowce.

## Historia
Nazwa wsi pojawia się po raz pierwszy w 1442 roku (oficjalne źródła Ukrainy podają rok 1211). Wcześniej Władysław II Jagiełło nadał osadę Zawiszy Czarnemu. Wnuczka Zawiszy Czarnego wniosła Stare Sioło w posagu hetmanowi Janowi Tarnowskiemu. W rękach rodziny Tarnowskich majątek pozostawał do 1570 r., kiedy to przejął do Konstanty Ostrogski, a później jego spadkobiercy, w tym Aleksander Zasławski. Kolejnymi właścicielami były rody Sieniawskich, Lubomirskich, Czartoryskich i (do 1939 r.) Potockich z linii łańcuckiej. Ostatnim właścicielem był Alfred Antoni Potocki.
We wsi został pochowany polski pułkownik Roman Wybranowski.
Pod koniec XIX wieku wieś wchodziła w skład powiatu bóbreckiego. Mieściły się w niej: stacja kolejowa, urząd pocztowy i telegraficzny.
W II Rzeczypospolitej wieś była siedzibą gminy Stare Sioło w powiecie bóbreckim, w województwie lwowskim. W 1931 r. wieś liczyła 2268 mieszkańców, z których ok. 75% było Polakami. W latach 1943–1944 nacjonaliści ukraińscy z OUN – UPA zamordowali tutaj 20 Polaków.
W czasie okupacji niemieckiej mieszkające tutaj Polki, siostry Stefania Ciemięga i Franciszka Hupalo, ukrywały Żydów - pięcioosobową rodzinę Rednerów oraz Alizę Bratszpiz, za co w 1968 roku Instytut Jad Waszem uhonorował je tytułami Sprawiedliwych wśród Narodów Świata.

## Zamek
Zamek zbudowany został przez księcia Władysława Dominika Ostrogskiego w 1654 roku na planie pięciokąta z kamienia i cegły. W budowie prawdopodobnie brał udział Ambroży Nutclauss. Nie został zdobyty przez buntowników Chmielnickiego, nie szturmowali go też w 1672 roku Turcy po zdobyciu Kamieńca Podolskiego.

## Kościół parafialny
Kościół pw. Matki Bożej Śnieżnej i Świętej Trójcy, zbudowany w latach 1828–1835, na miejscu dawnego, drewnianego kościoła. Murowany, jednonawowy, z wieżą, konsekrowany w 1867 r. Ozdobiony witrażami z zakładu witraży Żeleńskich w Krakowie, zamówionych w 1923 r. przez Jerzego Potockiego. Witraż w prezbiterium, przedstawiający Matkę Bożą w stylizacji huculskiej, zaprojektował Kazimierz Sichulski. Ostatnim proboszczem był ks. Tadeusz Blicharski (1886–1951). Aresztowany w styczniu 1945 r., więziony w Bóbrce, wyjechał do Polski centralnej w 1946 r. Kościół przejęła cerkiew prawosławna, a w 1991r. greckokatolicka.

## Urodzeni
- Stanisław Mazak